# Barrett XM500
El Barrett XM500 es un fusil de francotirador/antimaterial  semiautomático accionado por gas, actualmente en desarrollo por la Barrett Firearms Company. Es alimentado mediante un cargador extraíble de 10 cartuchos, ubicado detrás del gatillo en configuración bullpup.
Basado en el diseño del fusil de francotirador Barrett M82/M107 calibre 12,7 mm (.50), pretende ser una alternativa más ligera y compacta al M82. Ya que el XM500 posee un cañón estacionario (en vez del diseño de cañón con retroceso del M82), es probable que tenga una mejor precisión. Al igual que su predecesor, viene con un bipode desmontable y ajustable montado bajo el cañón, además de un riel Picatinny para instalar una mira telescópica u otro accesorio.